# OK Lliga femenina 2011-2012
L'OK Lliga Femenina 2011-12 fou la quarta edició de la Lliga espanyola d'hoquei sobre patins. Es disputà des del novembre de 2011 fins al maig de 2012 i fou organitzada per la Federació Espanyola de Patinatge. Hi participaren catorze equips, amb una majoritària presència dels clubs catalans. Es disputà en format de lligueta a doble volta, amb un total de vint-i-sis jornades. En finalitzar la temporada, els quatre primers classificats disputaren la Copa d'Europa de la temporada següent, mentre que els dos últims descendiren de categoria.
Es proclamà campió el Club Patí Voltregà, que aconseguí el seu segon títol d'OK Lliga de forma consecutiva. La jugadora argentina del Biesca Gijón HC, Luciana Agudo, fou escollida MVP de la competició per tercera vegada consecutiva, mentre que la jugadora catalana de l'Igualada Fontanellas i Martí, María Diez, fou la màxima golejadora amb 42 gols.

## Clubs participants
Competiren onze equips catalans a la temporada 2011-12 de l'OK Lliga. Ascendiren el HC Palau de Plegamans, de la Lliga Nacional, el Castrelos HC i el Reus Deportiu, que substituí al CP Claret després de renunciar a la seva plaça.
- Club Patín Alcorcón Cat's Best
- Centre d'Esports Arenys de Munt
- Biesca Gijón Hockey Club
- CHP Bigues i Riells
- Maheco Cerdanyola Club Hoquei
- Girona Club Hoquei
- Fontanellas i Martí Igualada
- Hoquei Club Palau de Plegamans
- Reus Deportiu
- PHC Sant Cugat
- SFERIC Terrassa
- Traviesas Hockey Club
- Club Patí Vilanova
- Club Patí Voltregà

## Taula de resultats
| Casa \ Fora            | ALC | ARE | BIG | CER | GIJ | GIR | IGU | PAL | REU | SCG | TER | TRA  | VIL | VOL  |
| ---------------------- | --- | --- | --- | --- | --- | --- | --- | --- | --- | --- | --- | ---- | --- | ---- |
| CP Alcorcón Cat's Best | —   | 1–1 | 6–1 | 3–3 | 1–2 | 5–1 | 3–3 | 2–2 | 1–0 | 2–1 | 1–0 | 9–0  | 2–3 | 2–3  |
| CE Arenys de Munt      | 3–3 | —   | 2–1 | 3–4 | 2–3 | 2–3 | 0–3 | 3–4 | 2–5 | 2–3 | 0–2 | 4–1  | 1–4 | 2–2  |
| CHP Bigues i Riells    | 1–2 | 2–0 | —   | 4–2 | 0–2 | 2–2 | 0–1 | 2–2 | 1–1 | 5–2 | 3–1 | 4–0  | 0–0 | 2–5  |
| Maheco Cerdanyola CH   | 3–4 | 3–2 | 2–1 | —   | 0–1 | 3–5 | 4–4 | 2–0 | 1–4 | 3–4 | 2–1 | 9–1  | 2–3 | 2–2  |
| Biesca Gijón HC        | 4–0 | 1–1 | 3–1 | 4–0 | —   | 1–1 | 1–2 | 1–1 | 4–0 | 5–2 | 2–2 | 7–0  | 5–0 | 0–1  |
| Girona CH              | 0–3 | 2–3 | 6–2 | 6–2 | 2–1 | —   | 2–3 | 5–0 | 3–1 | 6–3 | 5–3 | 11–0 | 3–2 | 2–1  |
| Igualada HC            | 3–1 | 6–2 | 1–2 | 2–2 | 8–2 | 2–3 | —   | 3–1 | 3–3 | 6–1 | 4–5 | 4–1  | 6–5 | 2–4  |
| HC Palau de Plegamans  | 2–4 | 2–3 | 2–3 | 3–2 | 5–4 | 6–5 | 2–3 | —   | 7–3 | 5–0 | 3–2 | 7–1  | 2–3 | 0–2  |
| Reus Deportiu          | 1–5 | 2–2 | 4–1 | 3–1 | 1–2 | 5–2 | 6–5 | 5–4 | —   | 2–1 | 0–1 | 7–0  | 6–3 | 1–2  |
| PHC Sant Cugat         | 2–5 | 6–5 | 3–4 | 0–2 | 0–5 | 0–2 | 1–3 | 0–1 | 2–2 | —   | 6–4 | 3–1  | 0–2 | 2–3  |
| SFERIC Terrassa        | 2–4 | 3–1 | 0–1 | 5–1 | 3–3 | 3–7 | 0–8 | 4–3 | 2–2 | 4–3 | —   | 13–0 | 1–3 | 2–3  |
| Traviesas HC           | 0–7 | 1–6 | 0–3 | 1–6 | 0–5 | 0–5 | 2–6 | 2–4 | 1–5 | 0–3 | 1–7 | —    | 1–9 | 0–12 |
| CP Vilanova Mopesa     | 4–1 | 2–2 | 0–2 | 3–3 | 0–2 | 4–5 | 2–1 | 0–0 | 2–4 | 1–3 | 1–3 | 9–0  | —   | 3–2  |
| CP Voltregà            | 4–1 | 2–0 | 3–0 | 4–6 | 6–1 | 7–3 | 1–1 | 4–0 | 2–0 | 4–0 | 5–5 | 9–0  | 4–1 | —    |

## Classificació final
| Pos | Equip                        | PJ | PG | PE | PP | GF | GC  | DG   | Pts | Classificació o descens                |
| --- | ---------------------------- | -- | -- | -- | -- | -- | --- | ---- | --- | -------------------------------------- |
| 1   | CP Voltregà                  | 26 | 19 | 4  | 3  | 97 | 38  | +59  | 61  | Classificats per la Copa d'Europa      |
| 2   | Girona CH                    | 26 | 17 | 2  | 7  | 97 | 64  | +33  | 53  | Classificats per la Copa d'Europa      |
| 3   | Fontanellas i Martí Igualada | 26 | 15 | 5  | 6  | 93 | 56  | +37  | 50  | Classificats per la Copa d'Europa      |
| 4   | Biesca Gijón HC              | 26 | 15 | 5  | 6  | 71 | 39  | +32  | 50  | Classificats per la Copa d'Europa      |
| 5   | CP Alcorcón Cat's Best       | 26 | 14 | 5  | 7  | 78 | 49  | +29  | 47  |                                        |
| 6   | Reus Deportiu                | 26 | 12 | 5  | 9  | 73 | 60  | +13  | 41  |                                        |
| 7   | CHP Bigues i Riells          | 26 | 11 | 4  | 11 | 48 | 52  | −4   | 37  |                                        |
| 8   | CP Vilanova                  | 26 | 11 | 4  | 11 | 69 | 61  | +8   | 37  |                                        |
| 9   | SFERIC Terrassa              | 26 | 10 | 4  | 12 | 78 | 72  | +6   | 34  |                                        |
| 10  | HC Palau de Plegamans        | 26 | 10 | 4  | 12 | 68 | 68  | 0    | 34  |                                        |
| 11  | Maheco Cerdanyola CH         | 26 | 9  | 5  | 12 | 70 | 73  | −3   | 32  |                                        |
| 12  | PHC Sant Cugat               | 26 | 7  | 1  | 18 | 51 | 84  | −33  | 22  | Descendeixen a Lliga Nacional Catalana |
| 13  | CE Arenys de Munt            | 26 | 5  | 6  | 15 | 54 | 71  | −17  | 21  | Descendeixen a Lliga Nacional Catalana |
| 14  | Traviesas HC                 | 26 | 0  | 0  | 26 | 14 | 174 | −160 | 0   |                                        |

| Campió de l'OK Lliga 2011-12 |
| ---------------------------- |
| CP Voltregà Segon títol      |
| MVP                          |
| Luciana Agudo                |

## Estadístiques
| Màxima golejadora | Màxima golejadora | Màxima golejadora   | Màxima golejadora |
| Pos.              | Jugadora          | Club                | Gols              |
| ----------------- | ----------------- | ------------------- | ----------------- |
| 1                 | Maria Díez        | Fontanellas i Martí | 42                |
| 2                 | Leticia Corrales  | SFERIC Terrassa     | 38                |
| 3                 | Vanessa Daribo    | Girona CH           | 30                |
| 4                 | Luciana Agudo     | Biesca Gijón HC     | 29                |
| 4                 | Carla Giudicci    | CP Voltregà         | 29                |
| 6                 | Berta Tarrida     | Reus Deportiu       | 26                |
| 7                 | Berta Busquets    | HC Palau            | 25                |
| 7                 | Laia Castro       | Girona CH           | 25                |
| 7                 | Daniela Guerrero  | Maheco Cerdanyola   | 25                |
| 7                 | Natasha Lee       | CP Voltregà         | 25                |

| MVP | MVP               | MVP             |
| #   | Jugadora          | Club            |
| --- | ----------------- | --------------- |
| 1   | Luciana Agudo     | Biesca Gijón HC |
| 2   | Berta Tarrida     | Reus Deportiu   |
| 3   | Adriana Gutiérrez | Girona CH       |